# Frontière entre la Bosnie-Herzégovine et le Monténégro
La frontière entre la Bosnie-Herzégovine et le Monténégro est la frontière séparant la Bosnie-Herzégovine et le Monténégro.
Sa longueur est de 242 km.